# 富士清流精舎
富士清流精舎（ふじせいりゅうしょうじゃ）は、山梨県南巨摩郡富沢町（現：南部町）にあったオウム真理教の宗教施設である。公安調査庁と警察庁は当施設を「清流精舎」と表記している。

## 概要
1990年に富士川の支流である福士川沿いに建設された。当初は複数の小屋の周りを高さ4メートルの鉄板で囲っており騒音や異臭が相次いでいた。建物の中では、1993年6月頃からロシアで作成した図面を元に銃器の設計作業を開始、1994年4月下旬頃からオカムラ鉄工乗っ取り事件で手に入れた大型工作機械等を用いて銃器製造工場の整備を行い、1995年1月1日に自動小銃1丁を完成させた。1995年までには上九一色村（現・富士河口湖町）にあったサティアン同様工場風の建物に改築されていた。最終的には自動小銃1,000丁の製造を計画していたという。
しかし1995年3月頃、オウム真理教は教団施設に対し警察の強制捜査が実施されるという情報を入手し、小銃等の製造を断念、図面を焼却し銃の部品を隠匿・廃棄するなど組織的な隠蔽を図った。強制捜査の際に自動小銃密造事件の釈明を行おうと村井秀夫が取材に来たテレビクルーに対して建物の中を案内し、「銃器も刃物もつくってません」と証言していた。
捜査終了後に建物は解体され、跡地には「森のオアシス公園」が整備されている。